# Motta Vigana
Motta Vigana è una frazione del comune lombardo di Massalengo.

## Storia
La località era anticamente nota come Cà di Giacomo e Antonio Motta. Comprendeva le frazioni di Lanfroia e Priora.
In età napoleonica (1809) Motta Vigana divenne frazione di Massalengo.
Recuperò l'autonomia con la costituzione del Regno Lombardo-Veneto (1815), e fu inserita nel distretto di Borghetto della provincia di Lodi e Crema.
All'Unità d'Italia (1861) il comune contava 660 abitanti. Nel 1879 Motta Vigana fu aggregata a Massalengo.
La frazione ha conosciuto un certo sviluppo demografico ed industriale, favorito dalla posizione lungo la strada Lodi-San Colombano.